# Industrias Tecnos
Industrias Tecnos S.A de C.V., más conocida como Águila Ammunition, es una empresa de cartuchos mexicana que está establecida en Cuernavaca, Morelos, México. Fue fundada en 1961, bajo el nombre de Cartuchos Deportivos de México S.A de C.V., fábrica cartuchos de percusión anular, percusión central y cartuchos de escopeta. En 2003 uno de sus ingenieros diseñó el cartucho .17 Águila, para que Tecnos lo produjera en 2004, actualmente cuenta con tecnología ELEY-PRIME para la fabricación de cartuchos de percusión lateral y con tecnología NON-CORR (No Corrosivo) para la fabricación de cartuchos de percusión central, que permite disparar en bajas temperaturas. Es proveedor de instituciones de seguridad pública en México y también de las fuerzas armadas de varios países desde 1964, cuando comenzó a exportar sus productos a los 5 continentes.
Para comprobar su seguridad durante el transporte, se hicieron diversas pruebas bajo la presencia del licenciado Antonio Acosta Pérez, desde dejar caer cajas llenas de cartuchos hasta a más de 20 metros, hasta incendiar cajas de cartuchos con diésel, en ambas pruebas, se demostró que los cartuchos Águila son seguros para su transporte.

## Cartuchos notables

### .17 Águila
Es un cartucho Varmint diseñado para la cacería media con el fin de dejar más carne comestible al cazador, está basado en vainas de cartuchos .22 LR con ojiva y se puede decir que es el sucesor del cartucho .17 High Standard de los años 50, monta una bala de 20 granos FMJ que alcanza velocidades de 1850 fps.

### SSS Sniper Subsonic
Es un cartucho subsónico con balas de 60 granos (3.888 g) que alcanza 950 pies (290 m/s), está construido sobre una vaina de cartucho .22 Corto, pero la longitud extra de la bala hace que tenga dimensiones de un .22 Long Rifle. Para lograr eficacia en su trayectoria se requiere un de cañón altamente especializado, que le permite producir una energía de impacto de 163.4 julios.

### Supermaximun
Es el cartucho .22 LR más potente que produce Águila, se trata de una bala de 30 granos (1.944 g) FMJ con opción de punta sólida y punta hueca, alcanza 1700 fps (518 m/s), esto le permite producir una energía de impacto de 260.8 joules.

### Interceptor
Un cartucho de alta velocidad con una bala de 40 granos (2.592 g) que alcanza 1470 fps (448 m/s), lo diseñó el mismo ingeniero que desarrolló el .17 Águila, tiene tanto opción de punta sólida como de punta hueca, ambas encamisadas (FMJ), su energía de impacto es de 260.1 Joules.

### Colibrí
Un cartucho .22 LR de baja potencia que no usa pólvora y tiene bala puntiaguda, no se recomienda para armas semiautomáticas debido a la baja producción de gases, ya que solo usa cebador o fulminante, la bala es de plomo sin cubierta de 20 granos que solo alcanza 371 fps (114 m/s), por su baja potencia y su desuso de pólvora, se considera un .22 CB.

### Super colibrí
Tiene básicamente las mismas características físicas que el Colibrí, solo con un poco más de fulminante, tampoco usa pólvora, tiene una bala de 20 granos sin cubierta y con punta (igual que el Colibrí) y alcanza una velocidad de 590 fps (180 m/s)

## Centurion Ordnance
Es el importador exclusivo de Águila Ammunition en Estados Unidos, Canadá, Europa, Asia, África, Oriente Medio y Australia. Se estableció en Helotes, Texas. Sus instalaciones incluyen un moderno campo de tiro y laboratorio balístico para pruebas. Centurión comercia cartuchos al mayoreo a los distribuidores.
Industrias Tecnos también fabrica cartuchos calibre .22 Long Rifle para la empresa de Floridense "D. Zook".